# Pierre Frey
Pour les articles homonymes, voir Frey.
 Pierre Frey  est une entreprise familiale créée en 1935 par le fondateur éponyme Pierre Frey.
Cette entreprise française, édite et fabrique des tissus d'ameublement de luxe mais également des moquettes, papiers peints, mobilier et accessoires. 

## Histoire
Pierre Frey est né le 29 décembre 1903, dans une famille originaire du nord de la France. Après avoir eu un premier emploi comme cireur de meubles chez un antiquaire, il a travaillé chez un chapelier avant de rejoindre la maison de tissus d'ameublement Burger. C'est en 1930 qu'il quitte la maison Burger pour la maison éditrice Lauer. Il finira par partir avec le styliste de cette maison, Jean Chatanay pour poser en 1934 les premières pierres de la maison qui portera leurs noms. 
Patrick Frey, fils unique de Pierre Frey, devient directeur artistique de la maison en 1969, puis en prend la direction générale sept ans plus tard. Il mène l'acquisition de Margueroy (1989), Yves Halard (1990), Braquenié (1991), Boussac (2004), Fadini Borghi (2004) et Le Manach (2013). 
En 2011, Vincent Frey, fils de Patrick Frey, prend la direction générale du groupe. 
En 2014, la bûche de Noël de Lenôtre rend hommage à la maison Pierre Frey. En 2015, Pierre Frey collabore sur une collection avec l'artiste de graffiti américain Toxic. En 2017, Pierre Frey rachète et relance l'atelier de Guilford à Troisvilles. En 2018, Pierre Frey rachète l'entreprise experte en sièges Rossello. En 2022, Perre Frey crée la collection Merveilles d'Égypte pour décorer le département des antiquités égyptiennes du musée du Louvre qui célèbre le bicentenaire du déchiffrement des hiéroglyphes.

## Description
Pierre Frey possède la marque Pierre Frey mais aussi les marques Fadini Borghi, Braquenié, Boussac et Le Manach. L'entreprise compte, depuis sa création, plus d'une centaine de collections et 7 000 références, aux thèmes très différents selon les décennies, allant du plus classique au plus contemporain. La société réalise 70% de son chiffre d'affaires à l'international, et principalement avec le secteur hôtelier. Pierre Frey a habillé les intérieurs des palaces le Crillon, le Ritz et le Lutetia.
L'entreprise est toujours une maison familiale, dirigée par le fils de Pierre Frey, Patrick Frey et ses fils, Pierre, Vincent et Matthieu Frey. Pierre Frey est une entreprise membre du Comité Colbert.
Les archives de la société contiennent près de 30.000 documents historiques.

## Dans la culture populaire
Pour son premier long-métrage L'Échappée belle, la réalisatrice Émilie Cherpitel fait appel à Pierre Frey pour créer l'univers esthétique des décors du film.